# Paul Tessier
Paul Tessier (ur. 1 sierpnia 1917 w Héric, zm. 6 czerwca 2008 w Boulogne-Billancourt) – francuski chirurg. Uznany za ojca współczesnej chirurgii szczękowo-twarzowej.

## Życiorys
Urodzony w Héric, w Bretanii, dr Tessier najpierw uczęszczał do Ecole de Médecine w Nantes we Francji, ostatecznie otrzymując tytuł lekarza z Faculté de Médecine de Paris (Wydział Medycyny w Paryżu) w 1943 roku. W roku 1942, podczas stażu rozpoczął operację na ludziach z rozszczepem wargi i Dupuytren's contracture. Dołączył do oddziału chirurgii dziecięcej w Szpitalu Św. Józefa w Paryżu w roku 1944. Od końca roku 1944 do 1946 pracował w Centrum Chirurgii Szczękowo-Twarzowej w wojskowym regionie Paryża w Szpitalu Puteaux. W 1949 roku powrócił do Nantes, by zostać chirurgicznym konsultantem w dziedzinie oftalmologii.
Dr Tessier rozpoczął rozwijanie chirurgicznych technik korekty malformacji szczękowo-twarzowych w połowie lat 50. Przez lata 60. i 70. rozwijał poniższe metody:
- Użycie autogennych (własnych pacjenta) przeszczepów kości zamiast silikonowych lub akrylowych do modyfikacji konturów czaszki i twarzy[2].
- Przezczaszkowa i podczaszkowa korekcja hiperteloryzmu.
- Zabieg korekcji Treacher Collins syndrome.
- Korekcja roszczepów oro-okularnych.

W latach 70. rozpoczął podróżowanie do Stanów Zjednoczonych celem promowania swoich metod. Dziś jego techniki mają zastosowanie nie tylko w chirurgii plastycznej i szczękowo-twarzowej, ale także w innych dyscyplinach takich jak traumatologia i neurochirurgia.

## Wyróżnienia
Dr Tessier był jednym z członków założycieli Międzynarodowego Stowarzyszenia Chirurgów Szczękowo-Twarzowych oraz Europejskiego Stowarzyszenia Chirurgii Szczękowo-Twarzowej. Był honorowym członkiem American College of Surgeons, Royal College of Surgeons of England w Londynie i American Society of Plastic Surgeons
W 2000 został przedstawiony do Jacobson Innovation Award.